# Sztojanovits Jenő

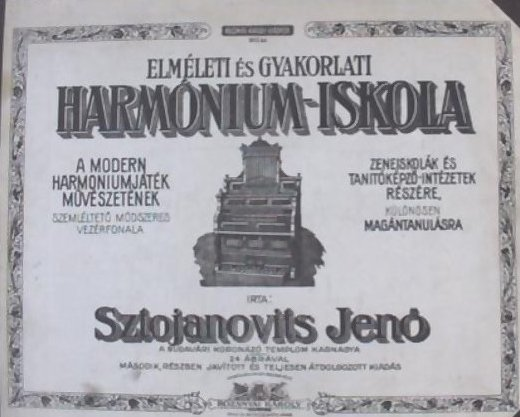
Elméleti és gyakorlati harmónium-iskola

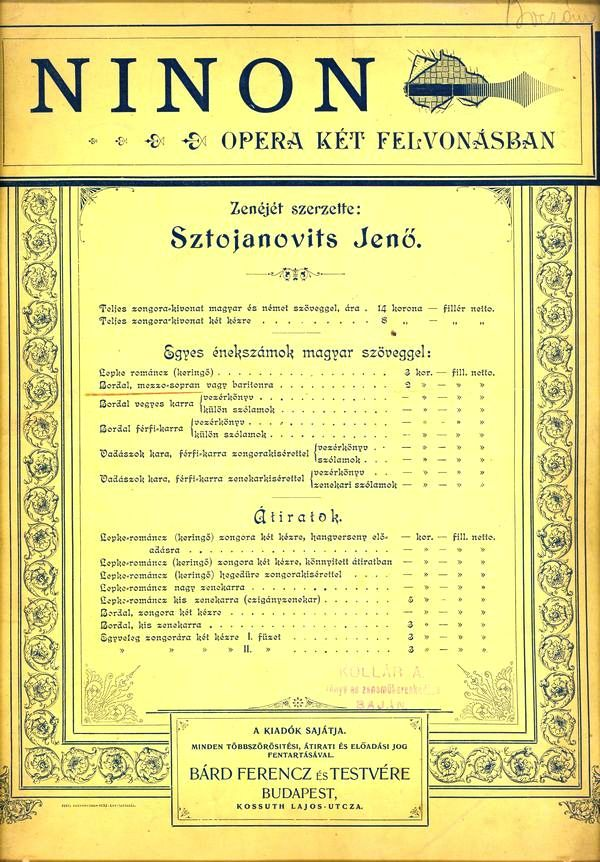
Az opera 1898-ból

Sztojanovits Jenő (Pest, 1864. április 4. – Budapest, 1919. január 28.) magyar zeneszerző, zenepedagógus, karnagy.

## Élete
Zenei tehetsége korán megmutatkozott, 12 éves korában már az egyetemi templom orgonistája volt. Ekkor végezte zenei tanulmányait is Bellovics Imre vezetése alatt. A gimnáziumot és az orvosi egyetemet Budapesten végezte.
1888. április 7-én került színre a Népszínházban háromfelvonásos operettje a Peking rózsája, 1891-ben Steiger Lajossal közösen írt egyfelvonásos balettje, az Új Romeo, 1892-ben Csárdás című háromfelvonásos balettje az Operaházban. A balett érdeme az, hogy ebben hallotta a közönség a 200 éves régi magyar zenei emlékeket modern instrumentációban és látta meg a maga eredeti formájában a híres palotás és egyéb régi magyar táncokat. 1893-ban került színre a Népszínházban Kis molnárné című háromfelvonásos operettje, 1894-ben a Magyar Királyi Operaházban Tous les trois című egyfelvonásos balettje és a ugyanott előadták 1898. március 27-én Ninon című kétfelvonásos operáját. A Portugal című operája 1905 elején került színre; A tigris, víg dalmű egy felvonásban, Berger Richard szövegére írta és 1905. november 14-én került színre a magyar operaházban.
Volt polgári iskolai énektanár és belső munkatársa, illetve zenereferense az Egyetértésnek (nyolc évig), a Pesti Hírlapnak (két évig), segédszerkesztője a Magyarországnak (egy évig), a Pesti Naplónak (egy évig), felelős szerkesztője a Magyar Szónak (egy évig) és a Székesfejérvár és Vidékének (egy évig).
A Szent István-bazilika és a Mátyás-templom karnagya is volt.
Sírja a Farkasréti temetőben található, a Nemzeti Sírkert része. (5, N/A, 1,  529)

## Művei
Elméleti és gyakorlati harmónium-iskola: A modern harmoniumjáték művészetének szemléltető módszeres vezérfonala: Zeneiskolák és tanítóképző-intézetek részére, különösen magántanulásra. 2., részben javított és teljesen átdolgozott kiadás. Budapest, Rozsnyai Károly, [1918.]

### Balett
- Steiger Lajossal: Új Rómeó
- Tous les Trois
- Csárdás

### Operett
- Peking rózsája
- Kis molnárné
- A kis kofa
- Csókkirály
- Lengyel legionárius
- Karikagyűrű
- A Portugál
- Papa lánya
- Tanácsos úr menyasszonya
- A sziámi herceg

### Dalmű
- Ninon
- A tigris
- Otello mesél